# Trioceros johnstoni
Trioceros johnstoni  es una especie de lagarto iguanio de la familia de los camaleones, nativo de África Central.

## Distribución y hábitat
Se distribuye en el este de Uganda, Burundi, Ruanda y República Democrática del Congo. Su rango altitudinal oscila entre 1000 y 2500 m s. n. m. 
Su hábitat se compone de bosque montano y premontano, e incluye zonas perturbadas y semiurbanas.

## Estado de conservación
Esta especie tiene una amplia distribución. Aunque sufre la destrucción de su hábitat natural, parece tener la capacidad de adaptarse, ya que ocurre también en zonas agrícolas y semiurbanas. Por lo tanto ha sido clasificada como una «especie bajo preocupación menor» por la UICN. Como está siendo capturada para el comercio de animales salvajes, la especie ha sido incluida en el Apéndice II de CITES para limitar sus efectos.